# 10 (numero)
Dieci (indoeuropeo *dekṃ; cf. latino decem, greco δέκα, sanscrito dáśa) è il numero naturale dopo il 9 e prima dell'11.

## Proprietà matematiche
- È un numero pari.
- È un numero composto e ha i seguenti quattro divisori: 1, 2, 5 e 10. Poiché la somma dei divisori (escluso il numero stesso) è 8 < 10 è un numero difettivo.
- È un numero semiprimo.
- È un numero noncototiente.
- In qualsiasi base numerica n, 10 è uguale a n.
- È un numero triangolare.
- È un numero triangolare centrato ed ennagonale centrato.
- Inoltre è un numero triangolare che è la somma di due o più numeri triangolari, condivide questa caratteristica con il numero 36.
- È un numero tetraedrico, la somma dei primi tre numeri triangolari, infatti 1 + 3 + 6 = 10 e dunque è altresì un numero tetraedrico.
- È la somma dei primi tre numeri primi, infatti 2 + 3 + 5 = 10.
- È un numero decagonale.
- È un numero idoneo.
- Un numero è divisibile per 10 se e solo se finisce per 0, in base 10.
- È un numero felice.
- La somma dei primi quattro numeri naturali è 10: 1 + 2 + 3 + 4 = 10.
- È la somma di due quadrati, 10 = 12 + 32.
- È un numero di Harshad.
- In base 10, è il più piccolo numero ad avere una persistenza moltiplicativa di 2.
- È parte delle terne pitagoriche (6, 8, 10), (10, 24, 26).
- È un numero a cifra ripetuta nel sistema di numerazione posizionale a base 4 (22) e in quello a base 9 (11).
- È un numero di Perrin.
- È un numero intero privo di quadrati.
- È un numero malvagio.

## Chimica
- È il numero atomico del Neon (Ne).

## Astronomia
- 10P/Tempel è una cometa periodica del sistema solare
- 10 Hygiea è il nome di un asteroide della fascia principale battezzato così in onore di Igea, la dea greca della salute.
- M 10 è un ammasso globulare visibile nella costellazione dell'Ofiuco.
- NGC 10 è una galassia spirale della costellazione dello Scultore.

## Astronautica
- Cosmos 10 è un satellite artificiale russo.

## Simbologia

### Numerologia
Tra i numeri interi il dieci occupa un posto particolare in quanto rappresenta la base della numerazione posizionale decimale, ossia quella comunemente utilizzata. Il fatto che il dieci sia la base del nostro sistema di numerazione è dovuto probabilmente al fatto che gli antichi arabi, che hanno usato per primi questo metodo di numerazione, utilizzavano le dita delle mani per contare.
In geometria il 10 è rappresentato dal decagono convesso (il suo lato è la sezione aurea del raggio della circonferenza circoscritta), nonché dal decagono stellato o stella a dieci punte. Essa è determinata dalla sovrapposizione di due pentagoni.

La tetraktys

### Filosofia
Il dieci, secondo Pitagora, è considerato il numero perfetto e costituiva il cosiddetto Tetraktys che a sua volta è la somma della successione dei primi quattro numeri e rappresentava i quattro principi cosmogonici. Nella Bibbia viene usato il numero 10 ben 242 volte. La designazione “10°” è usata 79 volte. Il numero dieci simboleggia la perfezione, come anche l’annullamento di tutte le cose. 10 = 1+0 = 1 illustra l’eterno ricominciare. Il significato del numero dieci, quindi, è da ricondurre alle parole “perfezione” e “annullamento”. Il 10 è il numero della perfezione, della forza, di chi arriva sempre e comunque, di chi può e osa.

### Smorfia
- Nella smorfia il numero 10 sono i fagioli.

### Religione
- Nelle religioni bibliche dieci è il numero dei Comandamenti dati da Dio a Mosè sul Monte Sinai.
- Piaghe d'Egitto: le dieci punizioni che, secondo la Bibbia, Dio inflisse agli Egizi per non avere liberato gli ebrei dalla schiavitù.

## Convenzioni

### Scuola
Nelle scuole primarie e secondarie in Italia 10 è la massima valutazione di verifiche e corrisponde all'eccellenza. Nella scuola secondaria di primo grado è anche il risultato più alto al relativo diploma, esclusi i casi in cui può essere assegnata la lode.

### Sport
Nella numerazione di base del calcio a 11, il 10 designava il trequartista ovvero il centrocampista più avanzato e l'elemento di maggior classe. Anche in seguito alla possibilità di scegliere personalmente il numero di maglia, il 10 rimane uno status symbol dei fantasisti: Valentino Mazzola, Pelé, Ronaldinho, Diego Armando Maradona, Michel Platini, Zico, Roberto Baggio, Alessandro Del Piero, Francesco Totti e Lionel Messi.
Nel rugby a 15 la maglia numero 10 è indossata dal mediano d'apertura.

## Termini derivati
- dicembre - decimo mese dell'anno nell'antico calendario romano.
- Molti termini composti con il prefisso derivato dal greco δέκα (dieci): decalogo, decade, decaedro, decalitro, eccetera
- Decina - si intende un gruppo di composto da dieci elementi. Il termine decina si utilizza indipendentemente dalla base utilizzata per rappresentare il numero.